# Cerklje na Gorenjskem
Cerklje na Gorenjskem (IPA: [tsɛɾˈklɛ na ɡɔˈɾeːnskɛm], in sloveno Cerklje na Gorenjskem, in tedesco Zirklach) è un comune (občina) della Slovenia. Ha una popolazione di 7 632 abitanti. Appartiene alla regione statistica dell'Alta Carniola.

## Geografia antropica

### Suddivisioni amministrative
Il comune di Cerklje na Gorenjskem è suddiviso in 29 insediamenti (naselja):
- Adergas
- Ambrož pod Krvavcem
- Apno
- Cerkljanska Dobrava
- Češnjevek
- Dvorje
- Glinje
- Grad
- Lahovče
- Poženik
- Praprotna Polica
- Pšata
- Pšenična Polica
- Ravne
- Šenturška Gora
- Sidraž
- Šmartno
- Spodnji Brnik
- Štefanja Gora
- Stiška Vas
- Sveti Lenart
- Trata pri Velesovem
- Vašca
- Velesovo
- Viševca
- Vopovlje
- Vrhovje
- Zalog pri Cerkljah
- Zgornji Brnik

## Infrastrutture e trasporti

### Aeroporti
L'Aeroporto di Lubiana-Brnik è situato nell'insediamento di Zgornji Brnik.

## Amministrazione
| Periodo | Periodo   | Primo cittadino | Partito | Carica  | Note |
| ------- | --------- | --------------- | ------- | ------- | ---- |
| 1994    | 1998      | Franc Čebulj    | SDSS    | sindaco |      |
| 1998    | 2002      | Franc Čebulj    | LDS     | sindaco |      |
| 2002    | 2006      | Franc Čebulj    |         | sindaco |      |
| 2006    | 2010      | Franc Čebulj    |         | sindaco |      |
| 2010    | 2014      | Franc Čebulj    |         | sindaco |      |
| 2014    | 2018      | Franc Čebulj    |         | sindaco |      |
| 2018    | in carica | Franc Čebulj    |         | sindaco |      |